# Барт, Карл (художник)
Карл Барт (нем. Carl Barth; 16 июня 1896, Хан — 31 декабря 1976, Дюссельдорф) — немецкий художник, работавший в стиле Новая вещественность.

## Биография
Хронология:
- 1910—1915 — учёба на переплётчика книг.
- 1915—1917 — призван в армию, служит на Западном фронте.
- 1917, ноябрь — тяжелейшее ранение обеих рук и ног, комиссован.
- 1919—1920 — учится в школе прикладного искусства Дюссельдорфа.
- 1921 — продолжает обучение в школе прикладного искусства в Мюнхене.
- 1925 — учится в Академии искусств Дюссельдорфа.
- 1926 — участвует в Большой художественной выставке Дюссельдорфа и в выставке «Молодой Рейнланд».
- 1929 — выставляется на юбилейной выставке «Рейнский сецессион» и на выставке «Свободных от жюри» в Берлине.
- 1930 — работает как свободный художник.
- 1931 — персональная выставка в Музее искусств Дюссельдорфа.
- 1935 — избирается в руководство художественной группы «Рейнский сецессион».
- 1936 — поездка в США.
- 1937 — нацисты конфискуют его ксилографию.
- 1938 — премия Корнелиуса от Академии искусств Дюссельдорфа.
- 1938—1939 — стипендиат на Вилле Массима в Риме.
- 1940 — открывает новое художественное ателье в Ксантене.
- 1941 — художнику запрещено выставлять свои картины, написанные до 1938 года («доримские»).
- 1942—1943 — разрушение в результате бомбардировок ателье художника в Дюссельдорфе, гибель множества картин.
- 1944 переезд на родину, в Хан.
- 1946 — персональная выставка в вуппертальском музее Фон-дер-Хойд.
- 1946—1976 — участвует в многочисленных выставках.